# Whipplea modesta
Whipplea modesta är en hortensiaväxtart som beskrevs av John Torrey. Whipplea modesta ingår i släktet Whipplea och familjen hortensiaväxter. Inga underarter finns listade i Catalogue of Life.

## Bildgalleri

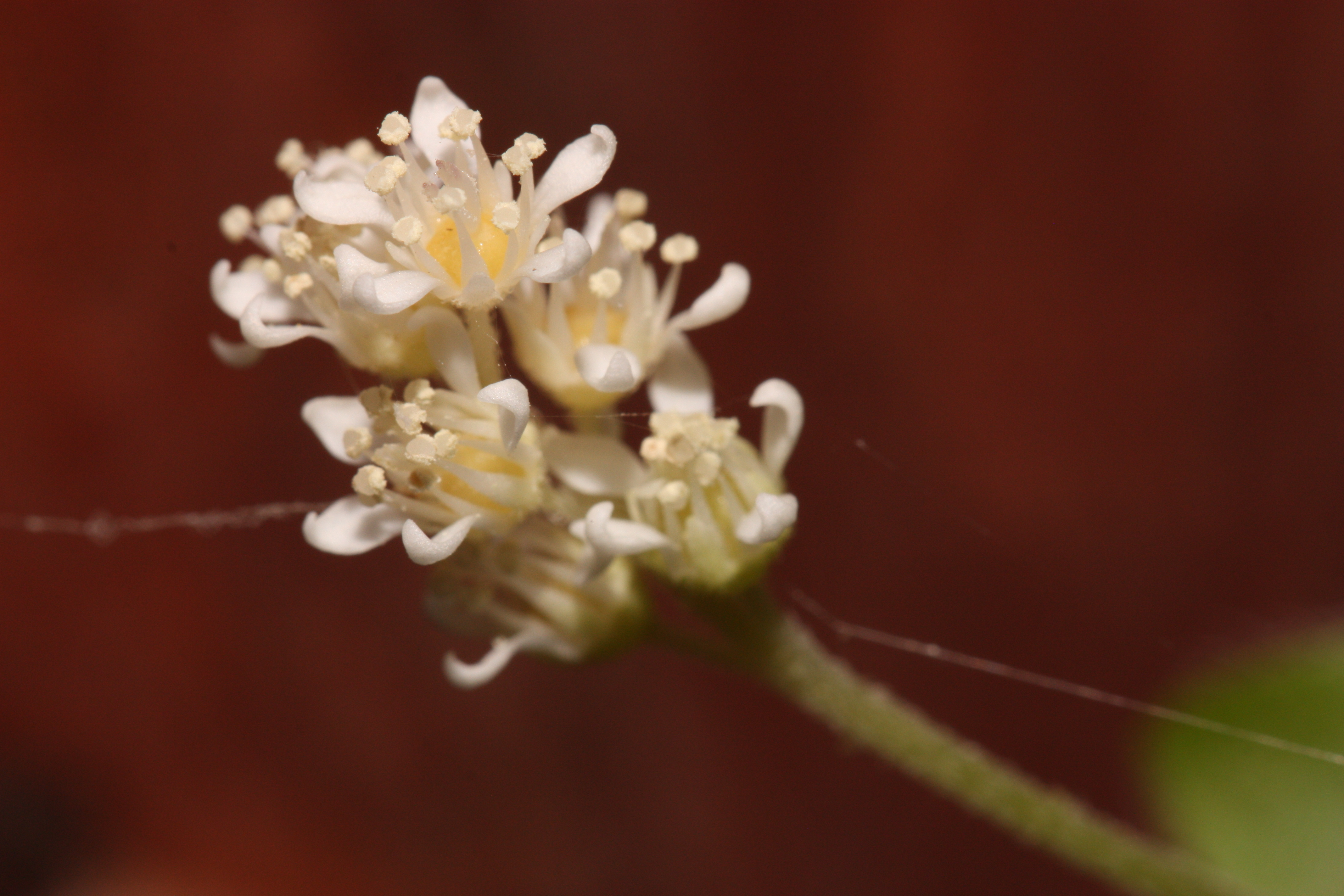
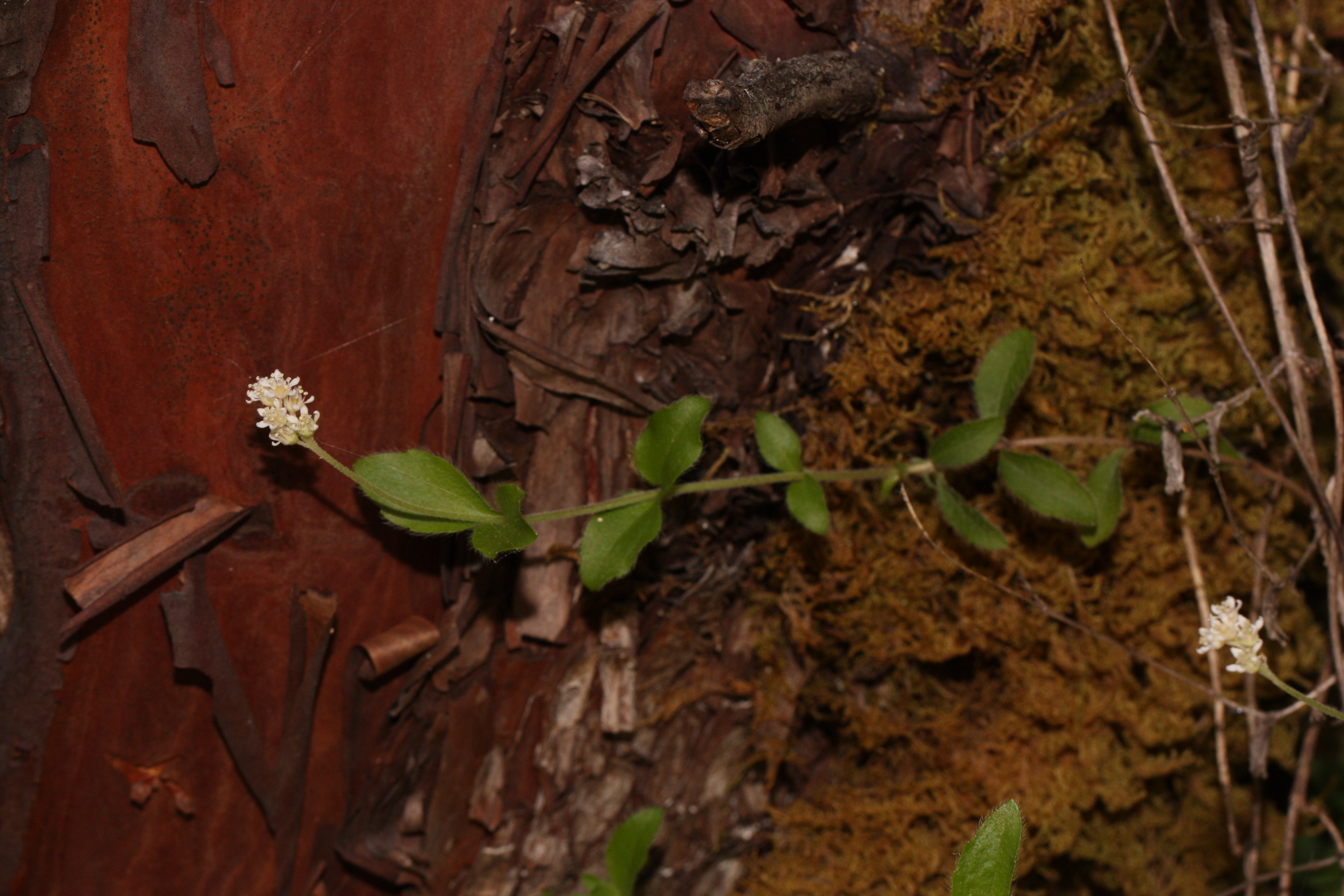
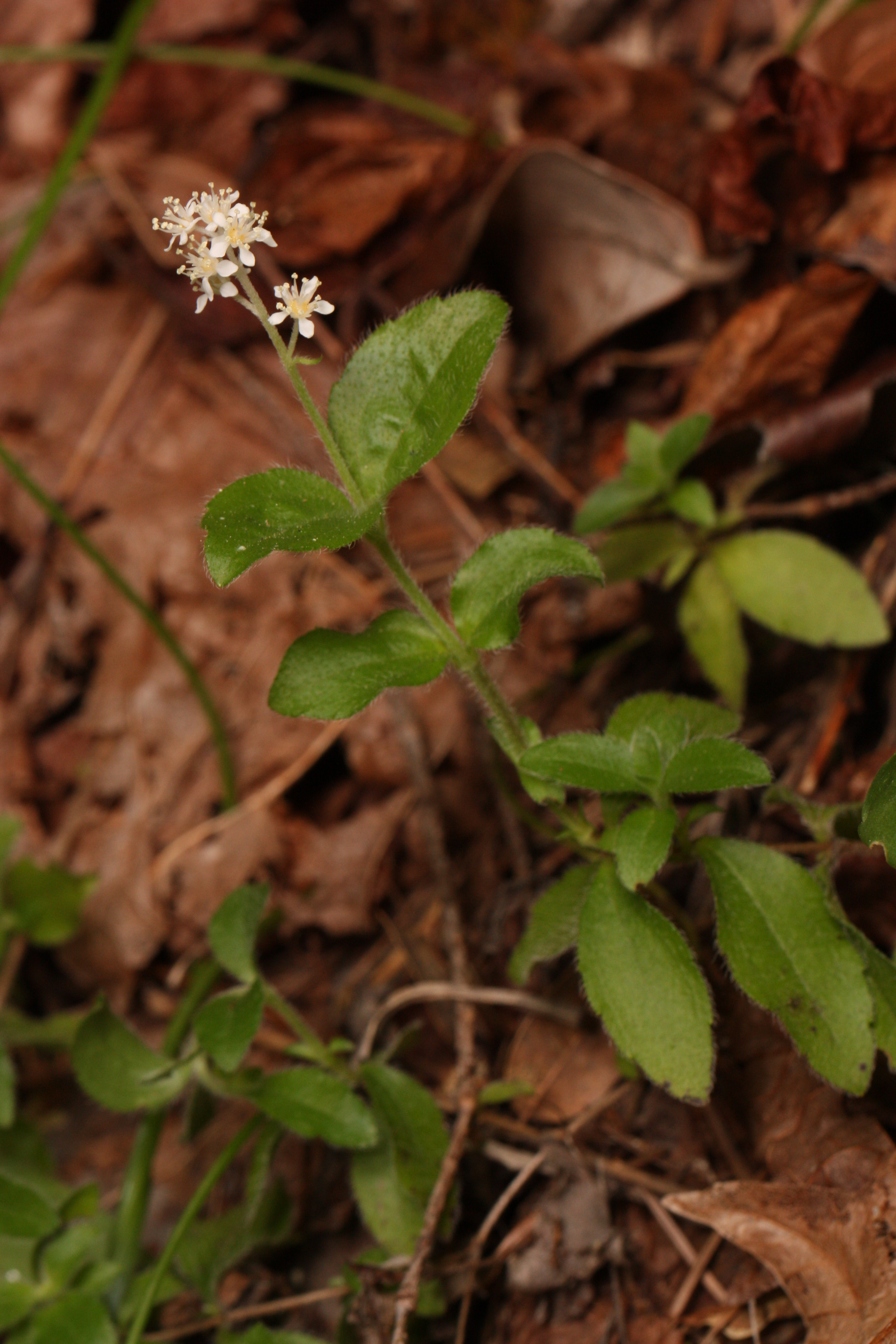
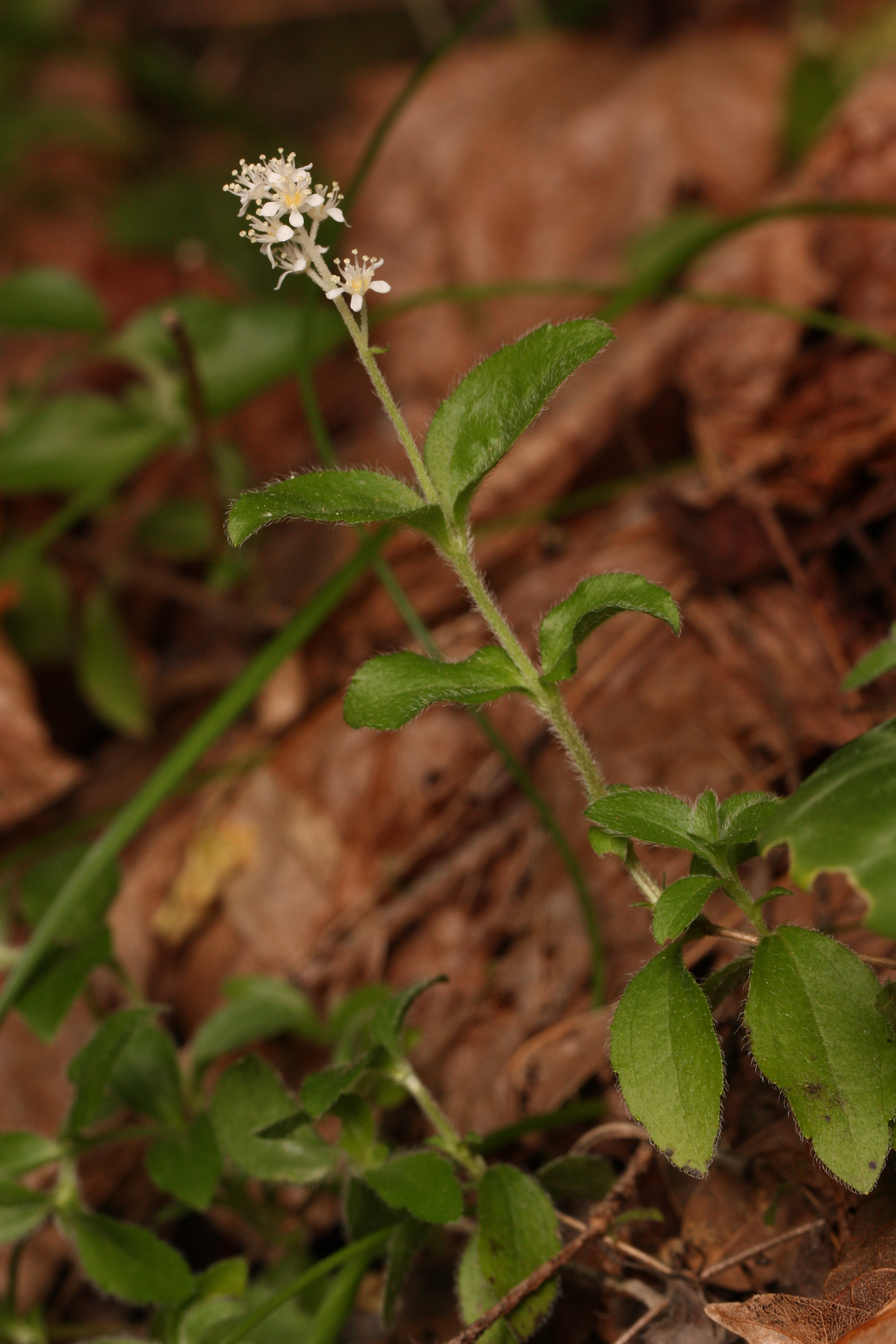
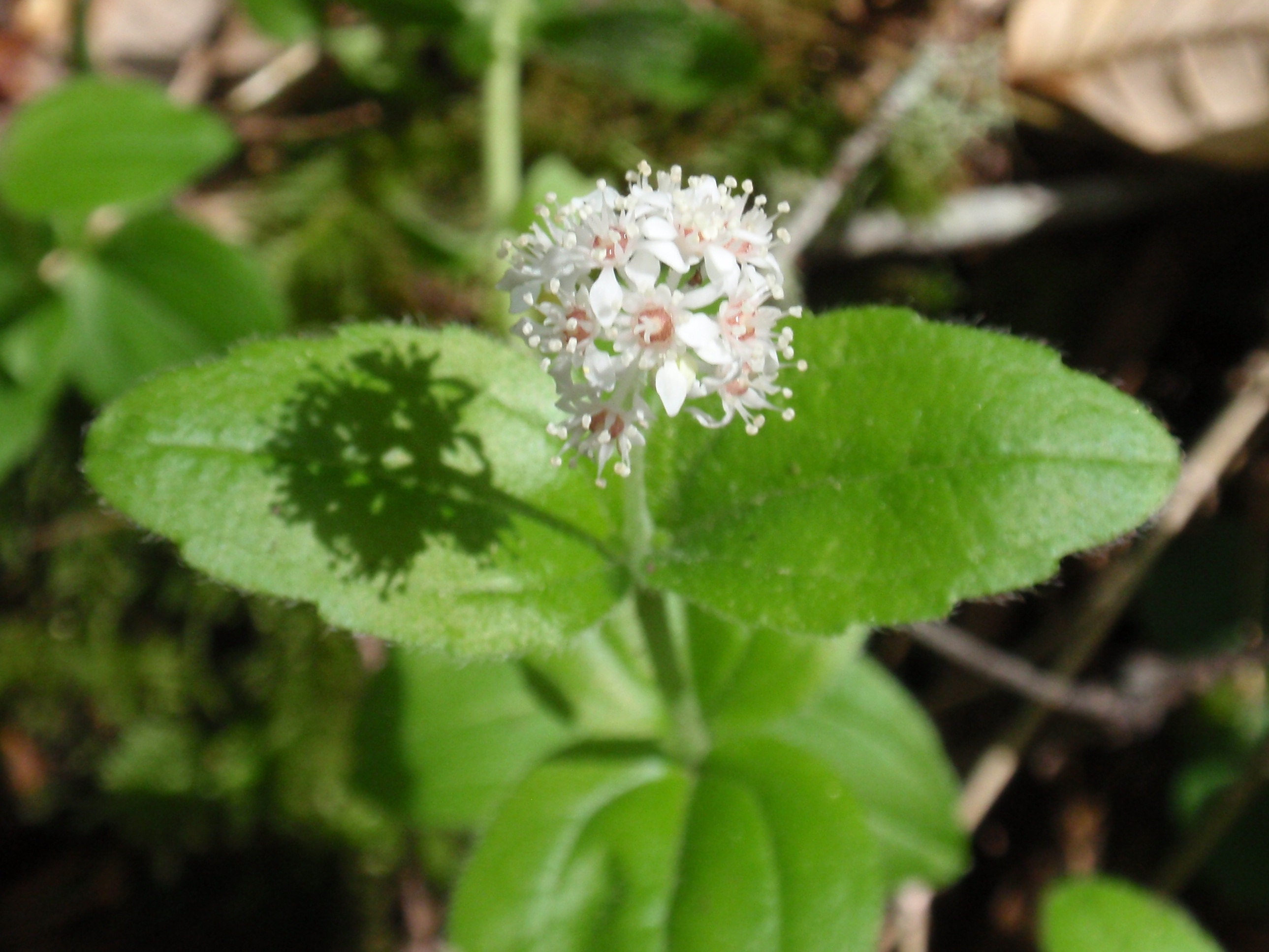